# Enemy of God
Enemy of God jedanaesti je studijski album njemačkog thrash metal sastava Kreator. Objavljen je 11. siječnja 2005. godine, a objavila ga je diskografska kuća Steamhammer.

## Popis pjesama
| 1.    | »Enemy of God«                      | 5:43 |
| 2.    | »Impossible Brutality«              | 4:31 |
| 3.    | »Suicide Terrorist«                 | 3:29 |
| 4.    | »World Anarchy«                     | 3:55 |
| 5.    | »Dystopia«                          | 3:41 |
| 6.    | »Voices of the Dead«                | 4:33 |
| 7.    | »Murder Fantasies«                  | 4:50 |
| 8.    | »When Death Takes Its Dominion«     | 5:39 |
| 9.    | »One Evil Comes (A Million Follow)« | 3:20 |
| 10.   | »Dying Race Apocalypse«             | 4:41 |
| 11.   | »Under a Total Blackened Sky«       | 4:28 |
| 12.   | »The Ancient Plague«                | 6:58 |
| 55:48 |                                     |      |

## Zasluge
Kreator
- Mille Petrozza – vokali, gitara
- Sami Yli-Sirniö – gitara
- Christian Giesler – bas-gitara
- Jürgen "Ventor" Reil – bubnjevi

Dodatni glazbenici
- Michael Amott – gitara (na pjesmi 7)

Ostalo osoblje
- Harald Hoffmann – fotografija
- Andy Sneap – produciranje, inženjer zvuka, miksanje
- Joachim Luetke – omot albuma, dizajn
- Stefan Browatzki – redatelj (glazbeni spot za "Impossible Brutality")
- Ronald Matthes – izvršni producent